# TJ Družstevník Nižný Hrušov

TJ Družstevník Nižný Hrušov là một câu lạc bộ bóng đá Slovakia, đến từ thị trấn Nižný Hrušov. Câu lạc bộ được thành lập năm 1990.